# May Ziade

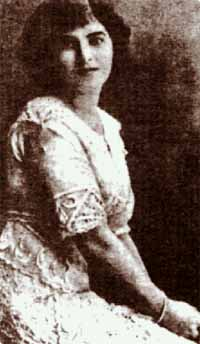
May Ziade

May Elias Ziade (arabisch مي إلياس زيادة, DMG Mayy Ilyās Ziyāda; 11. Februar 1886 in Nazareth – 17. Oktober 1941 in Kairo) war eine libanesisch-palästinensische Dichterin, Essayistin und Übersetzerin, die viele Werke sowohl auf Arabisch als auch auf Französisch verfasste.

## Leben
Nach dem Schulbesuch in ihrer Geburtsstadt Nazareth und im Libanon wanderte May Elias Ziade 1908 mit ihrer Familie nach Ägypten aus und begann 1911 mit der Veröffentlichung ihrer Werke auf Französisch (unter dem Pseudonym Isis Copia). Gibran Kahlil Gibran trat 1912 mit ihr in einen Briefwechsel. Als produktive Schriftstellerin schrieb sie für arabischsprachige Zeitungen und Zeitschriften und veröffentlichte auch Gedichte und Bücher. Im Jahr 1921 hielt Ziade einen der berühmtesten literarischen Salons der modernen arabischen Welt ab. Nachdem sie Anfang der 1930er Jahre einige persönliche Verluste erlitten hatte, kehrte sie in den Libanon zurück, wo ihre Verwandten sie in eine psychiatrische Klinik einwiesen. Sie konnte jedoch wieder entlassen werden und ging nach Kairo, wo sie später starb.
May Elias Ziade war eine der Schlüsselfiguren der Nahda in der arabischen Literaturszene des frühen 20. Jahrhunderts und eine „Pionierin des orientalischen Feminismus“.

## Werke
Die Interaktive Enzyklopädie der Palästinafrage veröffentlichte eine Auswahl an Werken.
| Jahr | Deutscher Titel                                                      | Arabischer Originaltitel                                 |
| ---- | -------------------------------------------------------------------- | -------------------------------------------------------- |
| 1920 | Der Beduinengelehrte                                                 | باحثة البادية". القاهرة: دار الهلال،                     |
| 1922 | Träume einer jungen Dame                                             | سوانح فتاة" (مجموعة مقالات). القاهرة: دار الهلال،        |
| 1922 | Wörter und Taten: Sammlung von Beiträgen                             | كلمات وإشارات" (مجموعة خطب). القاهرة: دار الهلال،        |
| 1922 | Gleichberechtigung                                                   | المساواة". القاهرة: دار الهلال،                          |
| 1923 | Strahlen der Dunkelheit, Strahlen des Lichts: Sammlung von Beiträgen | كتاب "ظلمات وأشعة" (مجموعة مقالات). القاهرة: دار الهلال، |
| 1924 | Gesammelte Werke                                                     | (الصحائف" (مجموعة مقالات                                 |
| 1924 | Zwischen Ebbe und Flut                                               | "بين الجزر والمدّ" (مجموعة مقالات). القاهرة: دار الهلال،  |
| 1925 | Aisha Taymour, ein avantgardistischer Dichter                        | "عائشة تيمور، شاعرة الطليعة". القاهرة: دار الهلال،       |